# غريغ سيمينزا
غريغ سيمينزا (بالإنجليزية: Gregg L. Semenza) هو أستاذ لطب الأطفال وعلم الأورام الإشعاعي والكيمياء البيولوجية والطب وعلم الأورام بمدرسة طب جامعة جونز هوبكنز. حصل على درجة الدكتوراه من جامعة بنسلفانيا سنة 1984، وكان موضوع أطروحته الثلاسيميا بيتا. عمل مديرًا لبرنامج الأوعية الدموية بمعهد الهندسة الخلوية بجامعة جونز هوبكنز. حصل على جائزة ألبرت لاسكر للأبحاث الطبية الأساسية سنة 2016.

## الجوائز والتكريم
- 2016: جائزة لاسكر (بالاشتراك مع ويليام ج. كيلين الأصغر وبيتر راتكليف)
- 2012: انتخب عضوًا بمعهد الطب
- 2008: انتُخب عضوًا بالأكاديمية الوطنية للعلوم
- 2008: انتُخب عضوًا برابطة الأطباء الأمريكيين
- 2019: حصل على جائزة نوبل في علم وظائف الأعضاء (الفسيولوجيا) أو الطب عن أبحاثه حول الآليات الجزيئية التي تدرك بها الخلايا محتوى الأكسجين